# Felipe Gallegos
Luis Felipe Gallegos Silva (* 3. Dezember 1991 in Copiapó) ist ein chilenischer Fußballspieler.

## Karriere
Felipe Gallegos trat in der Jugend dem chilenischen Spitzenclub Universidad de Chile bei. Als Linksfuß ist seine bevorzugte Position die linke Angriffsseite. Mit 17 Jahren wurde er erstmals in der Primera División eingesetzt. Von 2009 bis zum Sommer 2012 spielte der Offensivspieler über 50 Partien in nationalen und internationalen Wettbewerben für den Hauptstadtverein. Universidad gewann in der Zeit vier der sechs möglichen Meistertitel der in Apertura und Clausura aufgeteilten chilenischen Meisterschaft sowie 2011 die Copa Sudamericana.
Dazu spielte Gallegos auch für die Juniorenauswahlen des Landes für die chilenische U-18 und die U-20, für die er bei der U-20-Südamerikameisterschaft spielte.

### Wechsel nach Europa
Nachdem Chinedu Ede den Verein kurzfristig verlassen hatte, suchte der deutsche Zweitligist 1. FC Union Berlin einen Ersatzspieler für die Offensive und lieh deshalb ab 3. August 2012 Felipe Gallegos für ein Jahr mit einer Option auf eine dreijährige Weiterverpflichtung aus. Beim DFB-Pokalspiel bei Rot-Weiss Essen wurde er erstmals für die Berliner eingewechselt und am dritten und vierten Zweitligaspieltag kam er ebenfalls zum Einsatz.
Danach knickte er jedoch beim Lauftraining um und zog sich einen Mittelfußbruch zu, wodurch er für den Rest der Hinrunde ausfiel. Auch die Vorbereitung auf die Rückrunde verlief unglücklich: Nach einem Zusammenprall mit einem Mitspieler verlor er mit einer Gehirnerschütterung kurzzeitig das Bewusstsein und brach sich außerdem die Nase. Danach brauchte er lange, um wieder Anschluss zu finden und kam bis zum Saisonende nur in der zweiten Mannschaft von Union zum Einsatz. Union zog daraufhin nicht die Option auf eine Weiterverpflichtung.

## Erfolge
CF Universidad de Chile
- Chilenischer Meister (3): Apertura und Clausura 2011 und Apertura 2012
- Copa-Sudamericana-Sieger: 2011

Club Necaxa
- Ascenso MX: Clausura 2016
- Mexikanischer Pokalsieger: Clausura 2018
- Mexikanischer Supercup-Sieger: 2018